# Општина Врхника
Општина Врхника (словен. Vrhnika) је једна од општина Средњесловенске регије у држави Словенији. Седиште општине је истоимени град Врхника.

## Природне одлике
Рељеф: Општина Врхника налази се у средишњем делу државе. Општина се налази у изворишном делу реке Љубљанице. Западни део општине је брдко-планински, док се источни спушта у Љубљанско барје.
Клима: У општини влада умерено континентална клима.
Воде: У општини извире река Љубљаница, а сви мањи водотци су њене притоке.

## Становништво
Општина Врхника је густо насељена.

## Насеља општине
| - Бевке - Бистра - Велика Лигојна - Верд - Врхника | - Блатна Брезовица - Дренов Грич - Заплана - Заврх при Боровници - Јамник | - Јеринов Грич - Лесно Брдо - Мала Лигојна - Маринчев Грич - Мирке | - Мизни Дол - Падеж - Подлипа - Покојишче - Презид | - Сиња Горица - Смречје - Стара Врхника - Стрмица - Трчков Грич |  |